# Schamrajiwka (Poltawa)
Schamrajiwka (ukrainisch Шамраївка; russisch Шамраевка Schamrajewka) ist ein Dorf in der ukrainischen Oblast Poltawa mit 478 Einwohnern (2001).

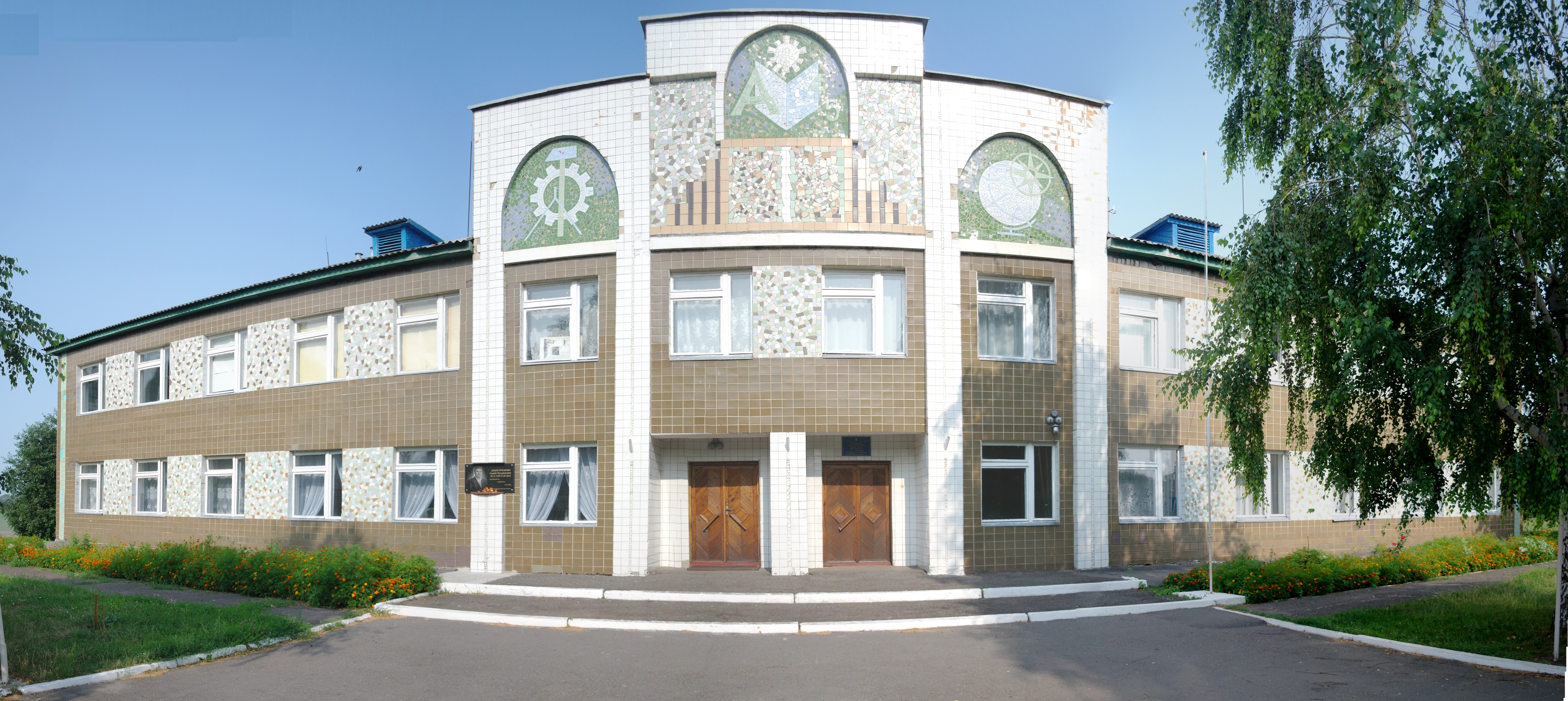
Schule im Dorf

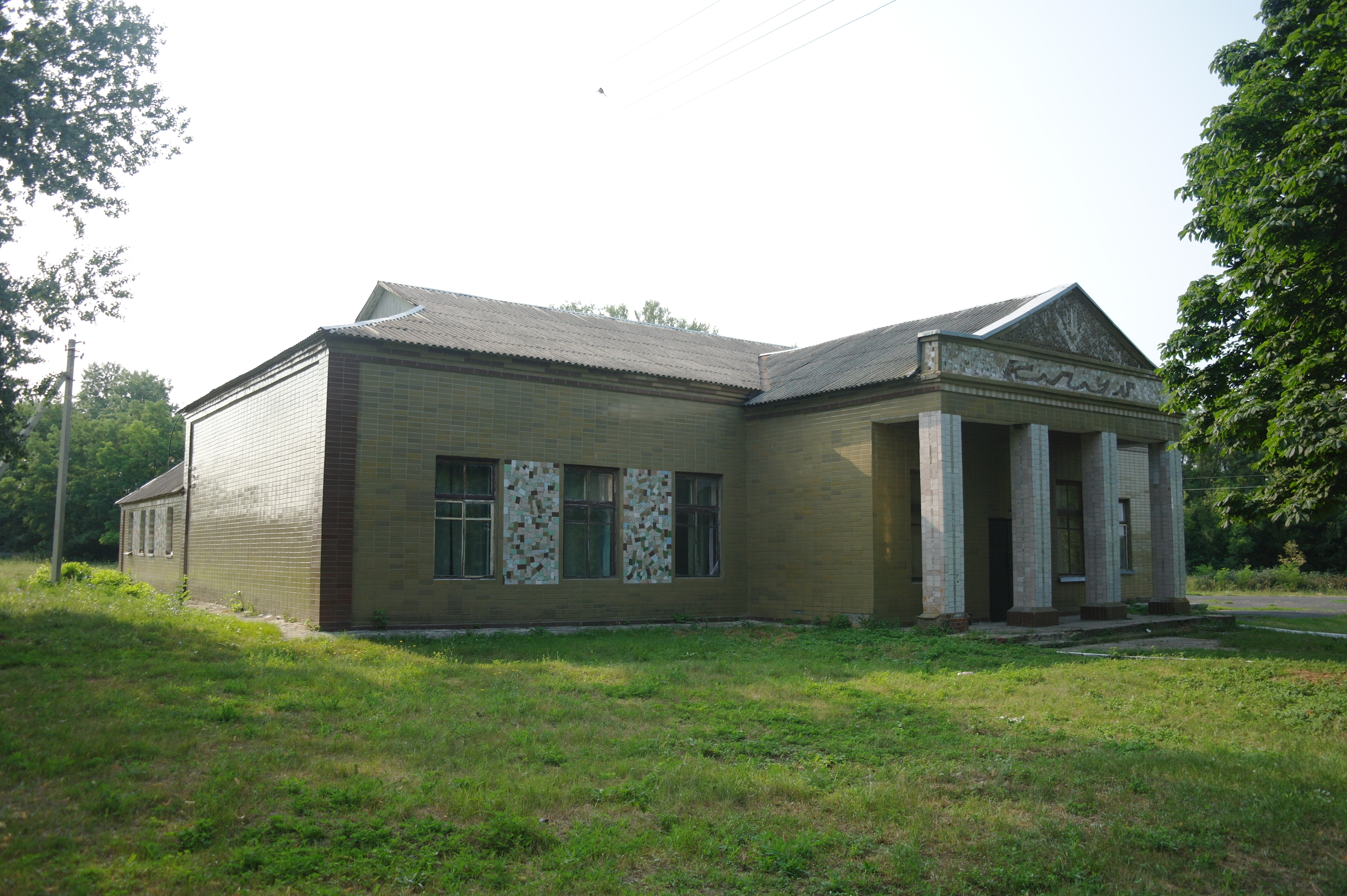
Kulturhaus

## Geographie
Das Dorf liegt an der Fernstraße N 31 unweit vom Ufer der Howtwa, einem linken Nebenfluss des Psels.
Am 12. Juni 2020 wurde das Dorf ein Teil der Stadungsgemeinde Reschetyliwka, bis dahin war es Teil der Landratsgemeinde Schewtschenkowe (Шевченківська сільська рада/Schewtschenkiwska silska rada) im Süden des Rajons Reschetyliwka.
Am 17. Juli 2020 kam es im Zuge einer großen Rajonsreform zum Anschluss des Rajonsgebietes an den Rajon Poltawa.

## Söhne und Töchter des Ortes
- Pjotr Akimowitsch Dibrowa (1901–1971), sowjetischer Offizier und Stadtkommandant von Berlin